# Tizi Gheniff
Tizi Gheniff är en ort i Algeriet.   Den ligger i provinsen Boumerdès, i den norra delen av landet, 70 km öster om huvudstaden Alger. Tizi Gheniff ligger 370 meter över havet och antalet invånare är 27 974.
Terrängen runt Tizi Gheniff är kuperad. Runt Tizi Gheniff är det tätbefolkat, med 383 invånare per kvadratkilometer. Närmaste större samhälle är Lakhdaria, 16,4 km väster om Tizi Gheniff. Trakten runt Tizi Gheniff består till största delen av jordbruksmark.